# اقتصاد پلی‌نزی فرانسه
اقتصاد پلی‌نزی فرانسه یکی از کشورهای توسعه یافته است که سهم بخش خدمات در آن ۷۵ درصد تولید ناخالص داخلی است. درآمد سرانه پولینزی فرانسه در حدود ۲۲٬۰۰۰ دلار است که یکی از بالاترین‌ها در منطقه اقیانوس آرام می‌باشد.

## تاریخ

### اقتصاد گذشته
. قبل از استعمار فرانسه، جزایر پلی‌نزی که امروزه پلی‌نزی فرانسه را تشکیل می‌دهند، بر اقتصاد معیشتی تکیه داشتند. کار به شدت توسط جامعه به عنوان یک کل تحت هدایت طبقه حاکم «آری» و روحانیون‌ها سازماندهی و مدیریت می‌شد. کوه‌ها برای تولید کشاورزی پلکانی تراشیده شده بودند، سواحل رودخانه‌ها توسط دیوارهای سنگی محصور شدند، خاک مصنوعی بر روی جزایر مرجانی در ترانشه‌های بزرگ ایجاد شده بود، و سیستم‌های بزرگی از دیوارهای سنگی مرجانی ساخته شده بود که ماهی‌های زنده را به دام انداخته و ذخیره می‌نمود. بازده تولید توسط طبقه حاکم بین جمعیت توزیع می‌شد.
پس از برقراری ارتباط با کشتی‌های کاوشگران اروپایی، بیماری‌های خارجی بخش بزرگی از جمعیت را ازبین برده و اعتقادات مسیحی و روحانیون تحول عظیمی را در فرهنگ آن جزایر ایجاد کردند. با جمعیت کمتری برای تغذیه، سرانه بیشتری از زمین در دسترس بود و کاربری زمین به سمت تولید محدود مورد نیاز یک خانواده برای زندگی تغییر نمود. سکونتگاه‌ها به سمت سواحل دریاها تغییر مکان داده زیرا جمعیت بیشتر به تالاب و تجارت دریایی متکی شده بودند. کشتی‌های اروپایی برای خرید آب، نمک گوشت خوک، ماهی خشک و میوه‌های تازه در آن جزایر توقف می‌کردند.
با پدیدار شدن ساکنان فرانسوی‌ها، انگلیسی‌ها و آمریکایی‌ها، بخشی از کشاورزی به سمت صادرات پرتقال، مغز نارگیل (کوپرا)، قهوه، پنبه و وانیل اختصاص داده شد. ایشان همچنین مروارید سیاه و چوب صندل تاهیتی را صادر می‌کردند. چوب صندل تقریباً ناپدید شد، تولید پنبه کوتاه مدت بود، زیرا تولید پنبه جنوب ایالات متحده که در طی جنگ داخلی آمریکا به مشکل خورده بود، مجدداً بهبود یافت و درختان قهوه و پرتقال از بیماری‌های وارداتی رنج می‌بردند که این صادرات را متوقف کرد. قیمت مغز نارگیل (کوپرا) و وانیل و رقابت در سراسر جهان به شدت بر این تولیدات در نیمه دوم قرن بیستم تأثیر گذاشت، اگرچه هنوز هم ادامه دارد. استخراج کود مرغی دریایی (گوانو) در جزیره ماکاته آ در سال ۱۹۱۷ آغاز شده بود و در سال ۱۹۶۶ با اتمام ذخایر متوقف شد.
در سال ۱۹۶۲، دولت فرانسه پرسنل نظامی را در منطقه مستقر کرد و آزمایش‌های هسته ای را در آب‌سنگ مورروآ آغاز نمود. اقتصاد پلی‌نزی فرانسه برای حمایت از ارتش و همچنین صنعت گردشگری رو به رشد به خدمات روی آورد.

### قرن ۲۱ ام
امروزه گردشگری حدود ۱۳ درصد از تولید ناخالص داخلی پلی نزی فرانسه را تشکیل داده و منبع اصلی درآمدهای ارزی آن است. صنعت گردشگری پس از حملات تروریستی ۱۱ سپتامبر و بحران‌های اقتصادی سال ۲۰۰۸ به شدت تحت تأثیر قرار گرفت و از آن زمان هرگز واقعاً بهبود نیافته است. سالانه حدود ۱۶۰٬۰۰۰ گردشگر از پلی نزی فرانسه بازدید می‌نماید. دولت محلی عمدتاً بر توسعه یک بازار سطح بالا و لوکس با هتل‌های مجلل ساخته شده با سرمایه‌گذاری خارجی و مشوق‌های کاهش مالیات فرانسوی تمرکز دارد، اما بسیاری از این سرمایه‌گذاری‌ها پس از چند سال بسته می‌شوند. شرکت هوایی ایر تاهیتی نوی رفت و آمد گردشگرانی را از فرانسه، لس آنجلس، ژاپن و چین به جزایر را بر عهده دارد. شرکت‌های هواپیمایی دیگری مانند ایرفرانس و ایر نیوزیلند نیز در این بازار فعالیت می‌کنند.

## واحدپول
پلی‌نزی فرانسه از فرانک اقیانوسیه (CFP) (به فرانسوی: Colonies Françaises du Pacifique) استفاده می‌کند که ۱ فرانک CFP به ۱۰۰ سانتیم تقسیم می‌شود. فرانک اقیانوسیه(CFP) قبلاً با نرخ تبدیل ثابت ۰٫۰۵۵ فرانک فرانسه به یک فرانک CFP ارزش گذاری شده بود. هنگامی که فرانسه واحد پول خود را در سال ۱۹۹۹ به یورو تغییر داد، این پیوند ثابت باقی ماند، به طوری که نرخ تبدیل در حال حاضر در حدود ۱۱۹٫۲۶ فرانک اقیانوسیه CFP معادل یک یورو می‌باشد. (۱ یورو دقیقاً ۶٫۵۵۹۵۷ فرانک فرانسه است). در سال ۲۰۱۶ نرخ مبادله ۱۱۰٫۲ فرانک اقیانوسیه CFP به ازای یک دلار آمریکا بود.